# Simai Mihály (költő)
Simai Mihály (Medgyesegyháza, 1935. augusztus 14. –) József Attila-díjas (1981) magyar költő, író, újságíró.

## Életpályája
Szülei: Simai Mihály kereskedő és Konecsni Mária háztartásbeli volt. Gyulán érettségizett 1953-ban. Főiskolai tanulmányait a Pedagógiai Főiskolán végezte Szegeden, magyar szakon 1953–1955 között. 1955–1956 között Belsőperegpusztán, 1956–1960 között Békéscsabán, 1960–1965 között Szegeden tanított. 1965-1966 között a MÚOSZ Újságíró Iskola tanulója volt. 1965–1974 között a szegedi Délmagyarország című lapnál volt újságíró. 1970–1976 között a dél-magyarországi írócsoport titkára volt. 1974–1992 között a Kincskereső főszerkesztő-helyettese, 1992–1996 között pedig főszerkesztője volt. 1998-2000 között a Szegedi Írók Társaságának alelnöke volt.

## Magánélete
1964-ben feleségül vette Dudás Veronika agrármérnököt. Két gyermekük született; Attila (1968) és Kadosa (1972).

## Művei
- A virradat vitorlái (versek, 1962)
- Látás és látomás (versek, 1965)
- Kenyérszegő (versek, 1974)
- Az égre pingált kiscsikó (gyerekversek, 1976)
- A nádszálon szippantott tündér (mesék, 1978)
- Ki lép be a varázskörbe? (mesék, 1979)
- Az óra körbejár (képes mesekönyv, 1980)
- A világ legszebb lovai (ifjúsági regény, 1981, megfilmesítve: Musztánglegenda 1984)
- Robogunk az Észtrabanton (fantasztikus ifjúsági regény, 1982)
- A sólymok szabadnak születnek (ifjúsági regény, 1983)
- Bohócország címere (gyerekversek, 1985)
- Zobb, a legcsibészebb robot (meseregény, 1986)
- Fölnevelem az apámat (ifjúsági regény, 1987)
- A félszárnyú tündérek völgye (mesék, 1988, színdarab, 1986)
- Fényörvények (válogatott versek, 1997)
- Tündérkarácsony (gyermekversek, 1997)
- Virágos kedvemért (mesék, 2002)
- jel/ölhetetlen/jel/ölhető (versek, 2003)
- Az eltévedt világítótorony (versek, 2005)
- Titkos testvériség (versek, 2008)
- Valaki mindent elszeret. Válogatott versek; Hungarovox, Bp., 2012
- Végtelen vonzásban. Válogatott és új versek; Lazi, Szeged, 2016
- Visszhangzik a fény: válogatott és újraírt versek. Somogyi-könyvtár, Szeged, 2019.
- Sugárzó rejtelem: versek, látomások, létmeditációk. Szegedi Írók Társasága, Szeged, 2022.
- Végtelenkezdet: létmeditációk, látomásversek, misztériumok. Cédrus Művészeti Alapítvány, Budapest, 2025.

## Díjai
- József Attila-díj (1981)
- Ifjúsági Díj (1982)
- Medgyesegyháza díszpolgára (1994)
- Tehetségekért Díj (1998)
- Szeged Kultúrájáért díj (2001)
- Tiszatáj-díj (2003)
- A Szegedért Alapítvány fődíja (2009)
- Pro Urbe-díj, Szeged (2016)